# Cecilla
A Cecilla női név a Cecília kicsinyítőképzős alakja.

## Rokon nevek
Cecília, Cicelle, Cilla, Cili, Sejla, Seila, Zille, Célia

## Gyakoriság
Az újszülötteknek adott nevek körében az 1990-es években szórványosan fordult elő. A 2000-es és a 2010-es években sem szerepelt a 100 leggyakrabban adott női név között.
A teljes népességre vonatkozóan a Cecilla sem a 2000-es, sem a 2010-es években nem szerepelt a 100 leggyakrabban viselt női név között.

## Névnapok
november 22.